# Aihui
Aihui (chinesisch 愛輝區 / 爱辉区, Pinyin Àihuī Qū) ist ein Stadtbezirk der bezirksfreien Stadt Heihe in der nordostchinesischen Provinz Heilongjiang. Er liegt am rechten Ufer des Flusses Heilong Jiang, hat eine Fläche von 13.920 km² und 223.832 Einwohner (Stand: Zensus 2020). Aihui ist der Sitz der Stadtregierung von Heihe und das ökonomische und politische Zentrum der Stadt. Die im Stadtbezirk gelegene Großgemeinde Aihui ist außerhalb Chinas besser unter ihrem historischen Namen Aigun bekannt. Hier wurde 1858 der Vertrag von Aigun zwischen Russland und China geschlossen, in dem Russland China zwang, große Teile der Mandschurei an das Zarenreich abzutreten.

## Administrative Gliederung
Auf Gemeindeebene setzt sich Aihui aus vier Straßenvierteln, drei Großgemeinden, fünf Gemeinden und drei Nationalitätengemeinden zusammen. Diese sind:
| Straßenviertel Hailan (海兰街道); Straßenviertel Hinggan (兴安街道); Straßenviertel Huayuan (花园街道); Straßenviertel Xixing (西兴街道); Großgemeinde Aihui (爱辉镇); Großgemeinde Handaqi (罕达汽镇); Großgemeinde Xigangzi (西岗子镇); | Gemeinde Erzhan (二站乡); Gemeinde Shangmachang (上马厂乡); Gemeinde Xifengshan (西峰山乡); Gemeinde Xingfu (幸福乡); Gemeinde Zhangdiyingzi (张地营子乡); Gemeinde Kunhe der Daur und Manju (坤河达斡尔族满族乡); Gemeinde Sijiazi der Manju (四嘉子满族乡); Gemeinde Xinsheng der Oroqen (新生鄂伦春族乡). |

Hinzu kommen drei staatliche Kohleminen, zwölf Staatsforste, ein staatliches Holzlager, eine Staatsfarm, zwei staatliche Saatzuchtbetriebe und eine staatliche Zuchtviehstation.